# Charles Stephen
Charles Stephen (Lahore, 7 maggio 1930 – Slough, febbraio 2002) è stato un hockeista su prato indiano.
Ha partecipato ai Giochi olimpici del 1956, vincendo la medaglia d'oro.